# 赤色壯舉
赤色壯舉是一首由香港藝人張學友及韓國藝人崔始源演唱的混搭粵韓語歌曲；作為2015年香港電影《赤道》的主題曲，由寰亞電影於2015年4月18日在網絡傳媒及電視傳媒釋放。國語版由張學友演唱，歌曲主創人員未變。

## 介紹
原本在電影煞科早期被外間認為主題曲有可能由張學友同另外的主演張家輝合唱，但張家輝在《赤色壯舉》釋放前數星期表示他不會參與主題曲的演唱。
《赤色壯舉》作為電影《赤道》的主題曲，香港歌影巨星張學友及韓國當紅演員崔始源主唱；歌曲大膽的採用了兩種語言，分別為張學友主唱的廣東話以及崔始源少量演唱的韓語。負責電影原創音樂的金培達作曲，編曲并擔任監製；張學友亦找來好友小美進行粵韓版本和國語版本的填詞。另外的國語版由張學友獨唱，主創人員不變。
寰亞電影將國語版的《赤色壯舉》於2015年4月12日首先在中國內地的傳媒中釋放，并獲得一致好評。稍後4月18日正式發行原版電影的粵韓版本的《赤色壯舉》，並於YouTube等網絡傳媒中同步釋放，同樣獲得傳媒及樂迷的一致好評。
《赤色壯舉》是金培達同張學友的第二次電影主題曲合作，上一次雙方合作的電影《如果·愛》主題曲《如果愛》，曾獲得第25屆香港電影金像獎的最佳原創歌曲獎。

## 派臺成績
| 榜單 | 現時排名 | 最高排名 | 上榜週數 | 冠軍週數 | 備註                                                  |
| ---- | -------- | -------- | -------- | -------- | ----------------------------------------------------- |
| RTHK | -        | -        | -        | -        | -                                                     |
| 903  | -        | -        | -        | -        | -                                                     |
| 997  | -        | -        | -        | -        | -                                                     |
| TVB  | 不適用   | 不適用   | 不適用   | 不適用   | 歌手張學友未簽署“勁歌金曲比賽合約”詳見：HKRIA版權風波 |

## 外部連結
- 台灣環球音樂位於Youtube的《赤色壯舉/Red Feat》官方MV  （页面存档备份，存于）